# Miles Flint
Pour les articles homonymes, voir Flint.
 (novembre 2012).
Miles Flint (né en juillet 1953) a été président de Sony Ericsson Mobile Communications AB de juin 2004 a Septembre 2007.  Avant ce rôle, il a été le Président du European Marketing chez Sony Europe. Il a été responsable des activités de marketing électronique de Sony en Europe. Miles est également le directeur général de Sony United Kingdom Limited. Il est la société holding qui comprend l'ensemble des opérations de l'électronique de Sony dans les îles britanniques. 
Sony Ericsson Mobile Communications a annoncé le 4 septembre 2007 qui Miles Flint a décidé de démissionner de son poste de président de Sony Ericsson. Dick Komiyama, actuellement président du conseil de Sony Electronics succédera à Miles Flint, qui restera aussi conseiller exécutif  jusqu'en à la fin de décembre 2007. Dick Komiyama sera basé à Sony Ericsson dans ses bureaux à Londres.
Miles vit à Maidenhead (UK) avec sa femme et ses deux enfants.

## Carrière
Miles Flint a travaillé pour Sony, en janvier 1991, en tant que directeur général de Sony Broadcast & Communications UK. Après quelques années, Flint a été promu au poste de président de Sony Broadcast & Professional Europe en janvier 1998. 
Miles Flint et son équipe étaient accusés de la commercialisation et le soutien des produits et des services à Sony Professional Solutions et la division des affaires clients en Europe, en Afrique et au Moyen-Orient. Après trois ans, il a été donné une position de la chambre de Sony Europe, puis est devenu le Directeur Général de Sony UK Limited. 
Miles Flint a été promu président de Sony Business Europe en juillet 2002. Il prend également en charge plus de deux entreprises de Sony: Recording Media & Energy et Semiconductor & Electronic Solutions. En novembre 2003, il a donné la position de Président du European Marketing chez Sony Europe. 
Avant le passage longue carrière chez Sony, Flint occupé divers commercialisation et le développement de produits de positions dans le secteur de l'informatique et des télécommunications, d'abord à ICL, puis à la STC après l'acquisition d'ICL. 

## Études
Miles Flint est diplômé de l'Université de Londres et a un MBA de l'Université de Cranfield (UK)